# Sam Burns
Sam Burns (Shreveport, 23 luglio 1996) è un golfista statunitense.
Professionista dal 2017, gioca nel circuito del PGA Tour in cui ha vinto sei tornei, tra cui due volte consecutivamente il Valspar Championship (2021 e 2022).

## Biografia
Burns è nato a Shreveport, Louisiana, da Todd e Beth Burns. 

### Vita privata
Burns è cristiano. È sposato con Caroline Burns.

## Vittorie professionali (6)

### PGA Tour vittorie (5)
| Legenda                             |
| Tornei Major (0)                    |
| Tornei World Golf Championships (1) |
| Altri PGA Tour (4)                  |

| No. | Data           | Torneo                           | Punteggio di vittoria | To par | Margine          | Secondo           |
| --- | -------------- | -------------------------------- | --------------------- | ------ | ---------------- | ----------------- |
| 1   | 2 maggio 2021  | Valspar Championship             | 67-63-69-68=267       | −17    | 3 colpi          | Keegan Bradley    |
| 2   | 3 ottobre 2021 | Sanderson Farms Championship     | 68-66-65-67=266       | −22    | 1 colpo          | Cameron Young     |
| 3   | 20 marzo 2022  | Valspar Championship             | 64-67-67-69=267       | −17    | vittoria playoff | Davis Riley       |
| 4   | 29 maggio 2022 | Colonial National Invitation     | 71-68-67-65=271       | −9     | playoff          | Scottie Scheffler |
| 5   | 26 marzo 2023  | WGC-Dell Technologies Match Play |                       |        | 6 and 5          | Cameron Young     |

### Web.com Tour vittorie (1)
| Altri (1) |

| No. | Data           | Torneo                     | Punteggio di vittoria | To par | Margine | Secondo        |
| --- | -------------- | -------------------------- | --------------------- | ------ | ------- | -------------- |
| 1   | 1º aprile 2018 | Savannah Golf Championship | 72-65-65-65=267       | −1     | 1 colpo | Roberto Castro |

### Partecipazioni Ryder Cup

#### Professionista
- Ryder Cup: 2023